# Ride 'Em High
Pour plus de détails, voir Fiche technique et Distribution.
Ride 'Em High est un film américain réalisé par Richard Thorpe, sorti en 1927.

## Synopsis
Jim Demming se rend à Happy Valley pour découvrir la vérité à propos de la mort de son père. Il y rencontre Betty Allen, en lutte contre Paul Demming, qui va s'avérer être son cousin. Paul sera finalement tué par erreur par ses propres hommes et la querelle entre les Demming et les Allen se terminera par le mariage de Betty et Jim.

## Fiche technique
- Titre original : Ride 'Em High
- Réalisation : Richard Thorpe
- Scénario : Frank L. Inghram[1]
- Photographie : Ray Ries
- Production : Lester F. Scott Jr.
- Société de production : Action Pictures
- Société de distribution : Pathé Exchange
- Pays d'origine :  États-Unis
- Langue originale : anglais
- Format : noir et blanc — 35 mm — 1,37:1 — Film muet
- Genre : Western
- Durée : 5 bobines - 1 384 m
- Dates de sortie :
  - États-Unis : 9 octobre 1927

## Distribution
- Buddy Roosevelt : Jim Demming
- Charles K. French : Bill Demming
- Olive Hasbrouck : Betty Allen
- Robert Homans : Rufus Allen
- George Magrill : Paul Demming